# Строммашина (завод, Кохма)
ОАО «Строммаши́на» — предприятие по производству стреловых кранов на автомобильном шасси и башенных кранов, находится в Ивановской области, г. Кохма.

## История

### Советская эпоха
25 ноября 1950 года Совет Министров СССР издал распоряжение № 19-123Р, согласно которому в г. Кохма Ивановской области должен быть построен завод по изготовлению оборудования для производства бетона и железобетонных изделий. В июне-июле 1951 года производятся инженерно-геологические изыскания на отведенном для строительства завода участке площадью в 34,1 га для промышленной площадки и 29,9 га для жилищного строительства. 16 ноября 1951 года Министр строительного, дорожного и коммунального машиностроения Фомин С. Я. утверждает плановое задание на проектирование завода, которое предусматривает выпуск продукции в 15 000 т в год.
Проектные работы поручалось выполнить проектному институту «Гипростройдормаш» в городе Ростов-на-Дону.
30 июня 1952 года Совет министров СССР распоряжением № 19453Р утвердил плановое задание на строительство завода, которое было разработано институтом «Гипростройдормаш». 14 июля 1953 года началось строительство двух общежитий для рабочих на 100 человек каждое и проводятся подготовительные работы к строительству завода. В связи с необходимостью значительного увеличения выпуска оборудования для заводов ЖБИ заместитель министра строительного и дорожного машиностроения Ростоцкий В. К. письмом от 18 июня 1954 года обязывает «Гипростройдормаш» разработать новое проектное задание с увеличением мощности завода до 20-21 тыс. тонн в год.
2 июля 1954 года задание было разработано и мощность завода определена в 28 800 т. На основании этого задания 19 августа 1955 года зам. министра строительного и дорожного машиностроения Ростоцкий В. К. установил стоимость строительства в 9,918 млн рублей, в том числе на промышленное строительство 7,778 млн руб. и по жилищному строительству в 2,1 млн рублей.
12 июня 1956 года в эксплуатацию сданы 8 пролётов главного корпуса и завод с июля начал выпускать продукцию. К главному цеховому корпусу прибавилась котельная, потом центральный материальный склад, литейный цех, компрессорная и кислородная станции, деревообрабатывающий участок. Затем был торжественно открыт второй по площади — цех форм. Далее появились: инженерный корпус, транспортный участок, цех технологического оборудования и т. д.

### Современная история
В начале 1990-х годов завод был приватизирован. Осенью 2001 года «Строммашина» вошла в состав ГК «СУ-155», крупнейшего строительного холдинга Московского региона. Прежний профиль — производство машин и оборудования для строительной индустрии — был существенно дополнен новой техникой.
Свои производственные мощности из Череповца в 2020 году на завод «Строммашина» перенесла компания MSG (Metal Service Group). Было приобретено 13 000 квадратных метров площадей в главном цехе завода.

## Деятельность
В период с 2007 по 2008 год ОАО «Строммашина» на российском рынке занимало доли (штук): в 2007 году — 47 ед, в 2008 году — 51 ед. В 2008 году предприятием выпущено 52 башенных крана.

### Структура
- Котельная (1957).
- Центральный материальный склад (1958).
- Литейный цех(1959).
- Компрессионная станция (1960).
- Кислородная станция (1961).
- Деревообрабатывающий участок (1962).
- Цех форм (1963).
- Инженерный корпус (1967).
- Транспортный участок (1968).
- Цех технологического оборудования (1972).
- Бытовой корпус цеха технологического оборудования (1977).
- Углекислотная станция (1980).

### Руководство и собственники
- В советскую эпоху завод относился к структуре Министерства строительного, дорожного и коммунального машиностроения СССР и назывался: Кохомской завод «Строммашина».
- Ныне предприятие входит в состав ЗАО «Машстройиндустрия»[3], которое является управляющей компанией машиностроительного комплекса Группы Компаний «СУ-155». Основным владельцем которой  является  «СУ-155» Председатель совета директоров, Михаил Балакин. ЗАО «Машстройиндустрия» было образовано в ноябре 2002 года[4]. Оно объединило в себе следующие заводы: ОАО «Строммашина» (г. Кохма), ООО «Одинцовский Механический Завод», ООО «Машиностроительный завод» (г. Вичуга), ООО «Лифтек» (г. Видное), ООО «КранЭлектро» (г. Москва), ОАО «Щербинский лифтостроительный завод» [5],[6]. В августе 2009 года в Московский Арбитражный суд поступил иск о банкротстве компании ЗАО «Машстройиндустрия» в связи с задолженностью в размере 16 млн рублей, поданным ростовской компании по производству металлопроката «Инпром». Арбитраж Нижегородской области в феврале 2009 года удовлетворил иск нижегородского филиала «Инпрома» и решение вступило в силу[6].

## Продукция завода в разное время
Продукция завода в разное время:

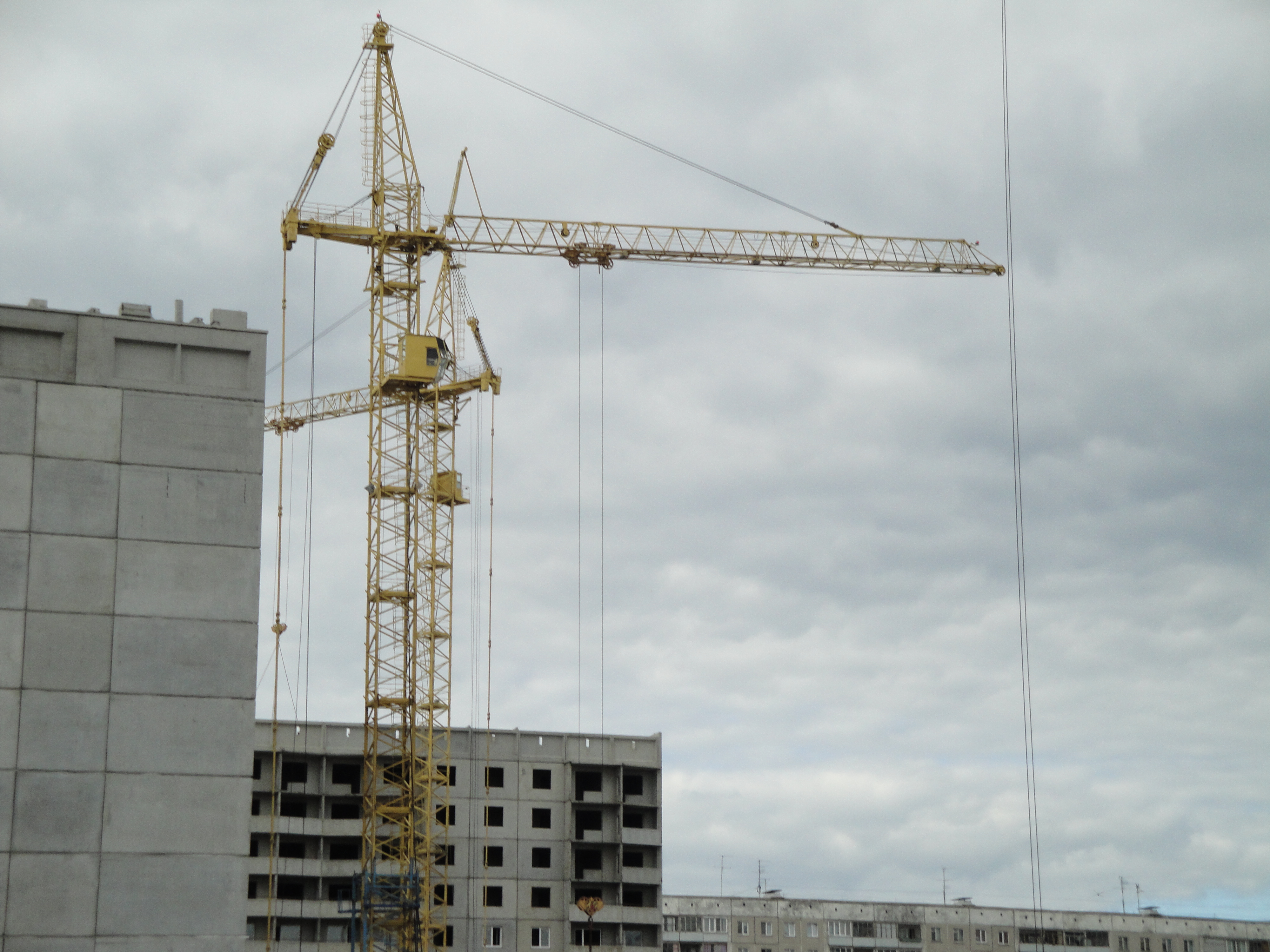
Два крана КБ-515

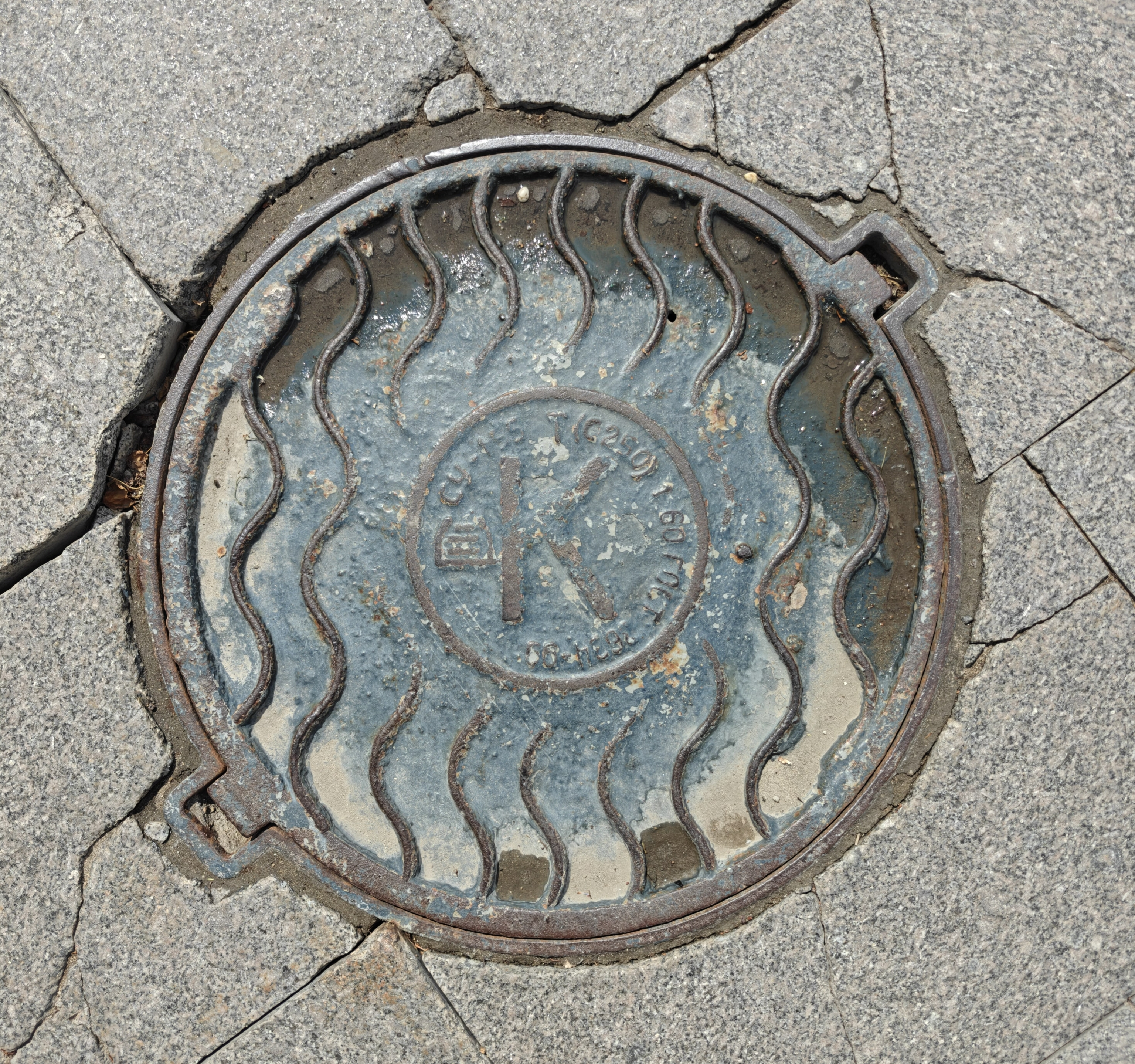
Люк производства Строммашины

- Автомобильные краны гидравлические серии «КС» на шасси КамАЗ:
  - КС-6575, грузоподъемность 50 т
- Башенные краны с индексом «КБ»:
  - КБ-415[7]
  - КБ-416
  - КБ-515
  - КБ-585
  - КБ-415-07
- Башенные краны-нулевики с индексом «КБ»:
  - КБ-415-07, грузоподъёмность 10 т
- Гидроцилиндры для строительно-дорожной техники, машин и оборудования по производству ЖБИ.
- Машины и оборудование для производства многопустотных железобетонных плит перекрытий, транспортирования и адресной подачи бетонной смеси, вертикального и горизонтального формования плитных железобетонных изделий, получения плит аэродромных и дорожных покрытий.
- Металлоформы различного назначения и конструкции для изготовления железобетонных плоских панелей, ферм, свай, балок и т. д., применяемых в промышленном и гражданском строительстве.
- Агрегатно-конвейерные линии по производству наружных и внутренних стеновых панелей ГОСТ 11024-84, ТУ 400-2-382-93.
- Металлоконструкции.
- Полугруза балластные для нефте-газопроводов.
- Задвижки чугунные шламовые для цементной промышленности.
- Чугунное литьё коммунального и технического назначения.
- Художественное литьё.
- Сэндвич-панели.

Завод также занимается продажей продукции, выпускаемой ООО «Машиностроительный завод» (г. Вичуга):
- Строительные подъемники (фасадные, грузовые, грузопассажирские).
- Двери противопожарные.
- Алюминиевые композитные панели СУТЕК.